# (559182) 2015 BZ518
2015 BZ518 ist ein großes transneptunisches Objekt, dessen Orbitklassifikation strittig ist. Aufgrund seiner Größe ist der Asteroid ein Zwergplanetenkandidat.

## Entdeckung
2015 BZ518 wurde am 24. Januar 2015 von einem Astronomenteam, bestehend aus B. Gibson, T. Goggia, N. Primak, A. Schultz und M. Willman, auf Bildern des 1,8-m-Pan-STARRS-Teleskops (PS1), die am 10. Mai 2010 gemacht wurden, am Haleakalā-Observatorium (Maui) entdeckt. Die Entdeckung wurde am 17. Juli 2016 bekanntgegeben.
Der Beobachtungsbogen des Asteroiden beginnt mit der offiziellen Entdeckungsbeobachtung am 10. Mai 2010. Im September 2018 lagen insgesamt 148 Beobachtungen über einen Zeitraum von 9 Jahren vor. Die bisher letzte Beobachtung wurde im Mai 2018 ebenfalls am Pan-STARRS-Teleskop durchgeführt. (Stand 9. Februar 2019)

## Eigenschaften

### Umlaufbahn
2015 BZ518 umkreist die Sonne in 325,07 Jahren auf einer elliptischen Umlaufbahn zwischen 38,53 AE und 56,03 AE Abstand zu deren Zentrum. Die Bahnexzentrizität beträgt 0,185, die Bahn ist 11,36° gegenüber der Ekliptik geneigt. Derzeit ist der Planetoid 48,61 AE von der Sonne bzw. 48,65 AE von der Erde entfernt. Das Perihel durchläuft er das nächste Mal 2098, der letzte Periheldurchlauf dürfte also im Jahre 1773 erfolgt sein.
Marc Buie (DES) klassifiziert den Planetoiden als erweitertes SDO (ESDO bzw. DO), während das Minor Planet Center ihn allgemein als «Distant Object» und als Nicht-SDO einordnet. Das Johnston’s Archive führt es als «other TNO» auf.

### Größe
Derzeit wird von einem Durchmesser von etwa 513 km ausgegangen, basierend auf einem Rückstrahlvermögen von 8 % und einer absoluten Helligkeit von 4,9 m. Die scheinbare Helligkeit von 2015 BZ518 beträgt 21,88 m.
Da anzunehmen ist, dass sich 2015 BZ518 aufgrund seiner Größe im hydrostatischen Gleichgewicht befindet und somit weitgehend rund sein muss, sollte er die Kriterien für eine Einstufung als Zwergplanet erfüllen. Mike Brown geht davon aus, dass es sich bei 2015 BZ518 um wahrscheinlich einen Zwergplaneten handelt.
| Jahr                                         | Abmessungen km | Quelle   |
| -------------------------------------------- | -------------- | -------- |
| 2018                                         | 509,0          | Johnston |
| 2018                                         | 513,0          | Brown    |
| Die präziseste Bestimmung ist fett markiert. |                |          |